# Panedigrano
Nicola Gualtieri, detto Panedigrano (Conflenti, 1753 – Conflenti, 1828), è stato un militare legittimista italiano che svolse un ruolo di primo piano nell'insorgenza antifrancese del 1799.

## Biografia
In gioventù era stato un pericoloso criminale condannato all'ergastolo per una decina di omicidi e altrettante rapine. Si trovava in prigione, a Messina, quando gli inglesi  decisero di liberare tutti i condannati per arruolarli nell'Armata sanfedista approntata dal cardinale Fabrizio Ruffo per rimettere sul trono di Napoli re Ferdinando IV di Borbone.
Panedigrano, sotto la guida del cardinale Fabrizio Ruffo, si fece notare per il suo coraggio e l'attitudine al comando. Nel 1799, con i suoi mille forzati, contribuì alla riconquista di molte città meridionali, tra cui Napoli e, quindi, alla restaurazione della monarchia borbonica.
Nel 1806, richiamato dalla regina Maria Carolina d'Asburgo-Lorena, combatté in favore dei Borboni contro i francesi.